# 곽상득
곽상득(1968년 10월 6일 ~ )은 대한민국의 전 축구 선수이자, 축구 지도자이다.

## 축구인 생활
실업리그에서 선수 생활을 보내다가 일찍이 선수 생활을 정리하고 지도자로서의 길을 걷게 된다. 
2002년부터 성남 일화 천마의 유스팀 코치와 동북중학교, 동북고등학교에서 지도자 생활을 보내던 중 당시 AFC 골키퍼 코칭 강사로 활동하던 박영수 선생의 한국골키퍼연구소에 들어가게 된다.
여러 분석들을 통해서 패널티킥 상황에서 키커의 습관과 자세, 심리 상태까지 분석하는 활동을 지냉했으며, 유소년 선수들의 멘탈 트레이닝 지도 역할도 맡았었다.
그가 지도한 골키퍼는 윤보상, 송범근, 제종현, 이창근, 김선우, 강정묵, 윤평국, 구성윤, 최필수, 권태안, 윤영글, 전하늘 등이 있으며, 특히 반드시 태극 마크를 달아주겠다고 말했고 실제로 국가대표에 발탁된 윤영글, 전하늘 선수와 초등학생 시절부터 가르친 송범근 선수가 제일 기억에 남는 제자라고 밝혔다.